# Char Dham

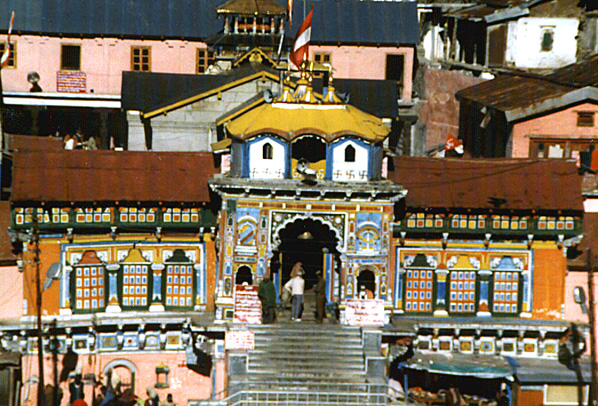
Templo de Badrinath.

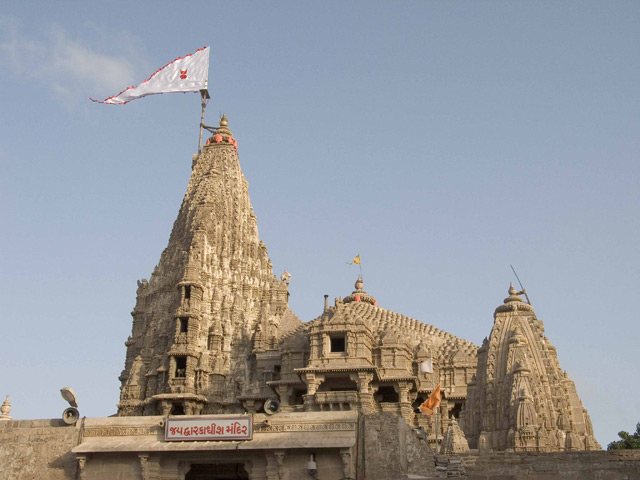
Templo de Dwarakadhish (Dwarka).

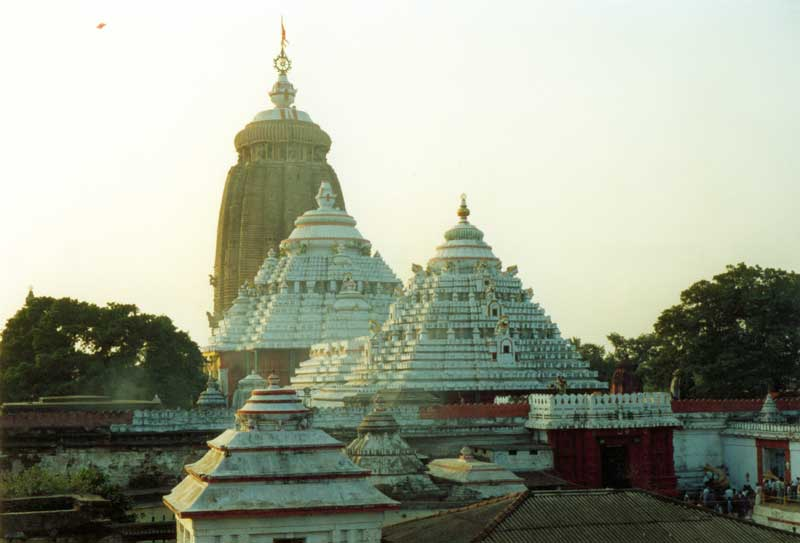
Templo de Yáganath Puri (Puri).

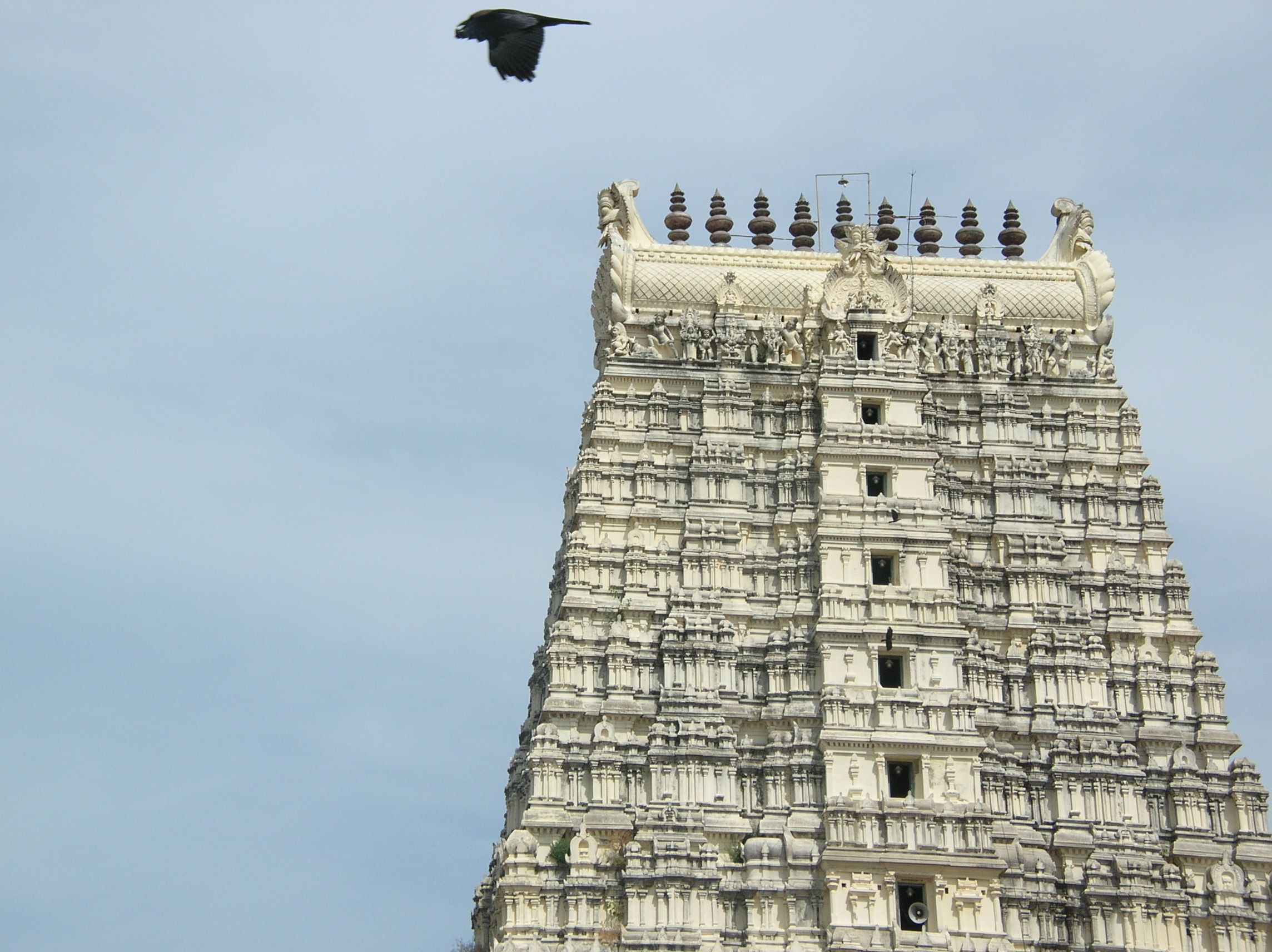
Templo de Ramanatha Swami (Rameswaram).

Char Dham, literalmente "as quatro moradas", é um conjunto de quatro locais de peregrinação do vixnuísmo (ramo do hinduísmo) que são as quatro moradas de deuses. Situam-se em quatro limites da Índia:: Puri, a leste; Rameshwaram, a sul; Dwarka, a oeste, e Badrinath, a norte. Foram eleitas pelo escritor Adi Shankara (785-820) como o arquétipo de todas as peregrinações, seguindo um circuito que percorre os quatro pontos cardeais do subcontinente indiano. Os hindus consideram que devem visitar cada um dos quatro char dhams pelo menos uma vez durante a vida.
A viagem proposta por Shankara consiste em visitar três lugares consagrados a Vixnu ou Krishna e um consagrado a Xiva.

## Os centros de peregrinação

### Badrinath
Situado no estado de Uttarakhand, no norte da Índia, é o mais importante dos quatro sítios do Char Dham. Fica nas margens do rio Alaknanda, entre as cordilheiras de Nar e de Narayana e o pico Nilkantha, de 6596 m. Devido ao rigoroso inverno, o centro de peregrinação está aberto apenas de abril a outubro, ao contrário dos restantes três, abertos todo o ano.
Badari refere-se a uma baga que cresce em abundância nos arredores, e nath a Vixnu. A lenda diz que Shankara descobriu uma imagen de Badrinarayan (uma forma de Vixnu) numa pedra negra de shalagram shilá e colocou-a numa gruta até que o rei de Garhwal a mudou de local no século XVI.

### Dwarka
Fica no lugar mais ocidental da Índia, em Gujarate. O seu nome provém da palavra dwara, que significa "porta" em sânscrito. Está perto da foz do rio Gomti no golfo de Kutch. A lenda diz que aqui viveu Krishna e que a cidade original está submersa no mar.

### Puri
Puri fica no leste da Índia, no estado de Orissa, na costa do golfo de Bengala. Neste santuário venera-se o deus Krishna na forma de Yaganatha, juntamente com o seu irmão Balabhadra (Balarama) e a sua irmã Subhadra.
Puri é a cidade do matha Govardhana (um matha é um santuário de normas muito rígidas), umo dos quatro mathas cardeais estabelecidos por Shankara. O templo principal tem 900 anos.

### Rameshwaram
Fica no extremo sul da Índia, no estado de Tamil Nadu, na ilha Pamban, uma ilha no golfo de Mannar. A lenda diz que aqui o rei-deus Rama construiu a ponte de Adão (de 30 km) para alcançar a ilha do Sri Lanka. Aqui se encontra o templo de Ramanatha Swami (o deus Xiva, senhor de Rama), que é também um dos doze yiotir-lingas dedicados ao deus Xiva.